# Скарлат Олександр Юрійович

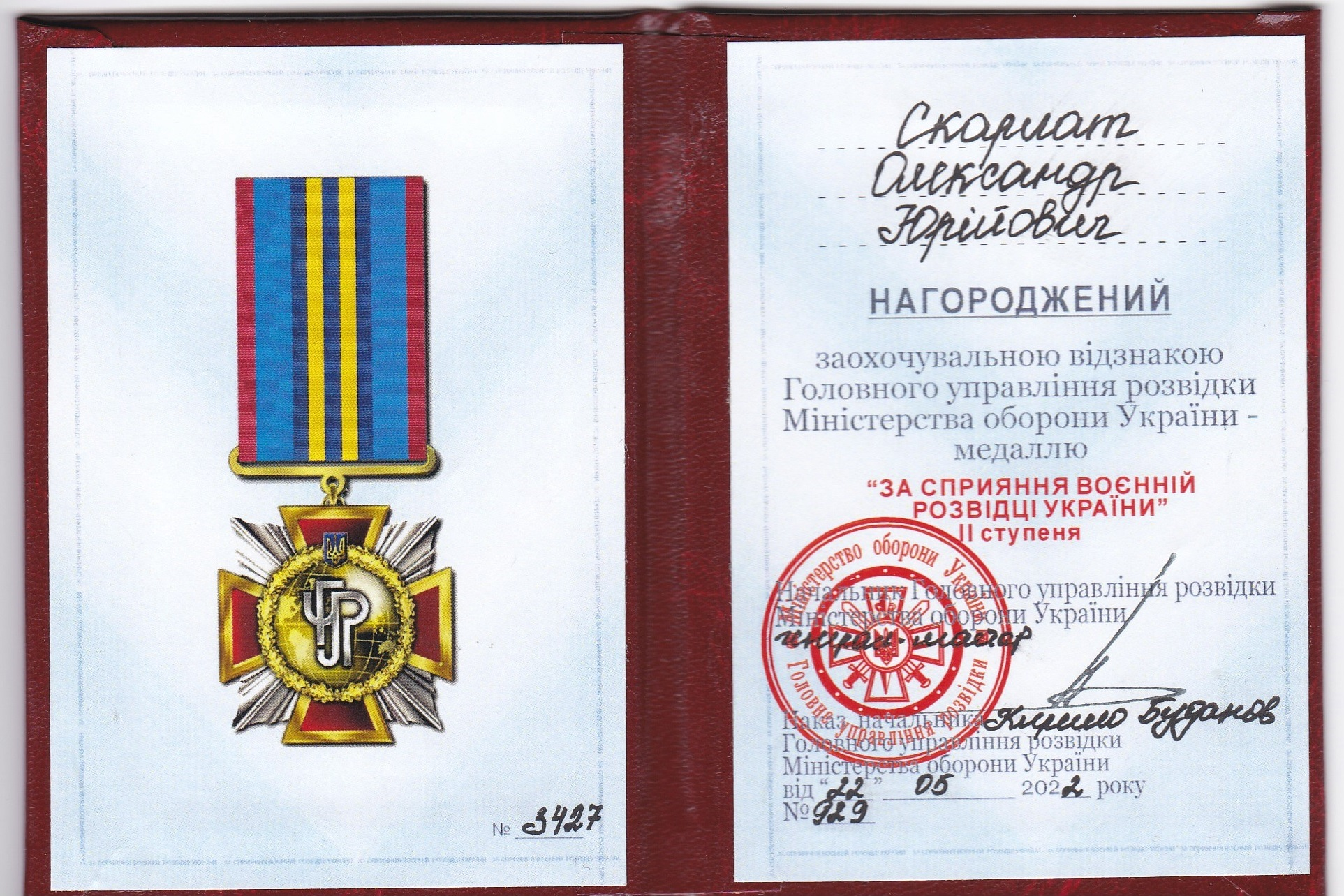
Наказ начальника ГУР МОУ № 929 від 22.05.2022

Скарлат Олександр Юрійович (нар. 21 квітня 1995, м. Вишгород, Вишгородського району, Київська область, Україна) — український плавець в ластах, директор Благодійного Фонду "Спільнота Стерненка", «монстр» за словами Сергія Стерненка, член збірної команди України з плавання в ластах 2019, 2023, багаторазовий призер Чемпіонатів та Кубків України та бронзовий призер етапу Кубка Світу 2023 у Італії, переможець етапу Кубка Світу з плавання в ластах 2023 в Литві, волонтер, адвокат, організатор змагань з плавання на відкритій воді BlueLakeCup. Має звання Майстер спорту України з підводного спорту (2017). Рекордсмен України з плавання в категорії «Мастерс». Тренер з плавання в клубі ArtamonovTeam. Нагороджений заохочувальною відзнакою Головного управління розвідки Міністерства оборони України — медаллю «За сприяння воєнній розвідці України» ІІ ступеня (2022). Відзначений почесним нагрудним знаком Голокомандувача Збройних Сил України «За сприяння війську» (2023).